# Boogschieten op de Gemenebestspelen 2010
Boogschieten is een van de sporten die beoefend werden op de Gemenebestspelen 2010 in het Indiase Delhi. Het boogschieten vond plaats van 4 tot en met 10 oktober in het Yamuna Sports Complex.

## Medailles

### Medaillewinnaars

#### Mannen
| Onderdeel     | Goud                                          | Goud | Zilver                                                  | Zilver | Brons                                         | Brons |
| ------------- | --------------------------------------------- | ---- | ------------------------------------------------------- | ------ | --------------------------------------------- | ----- |
| recurve       | Rahul Banerjee                                | IND  | Jason Lyon                                              | CAN    | Jayanta Talukdar                              | IND   |
| recurve team  | Matthew Gray Mat Masonwells Taylor Worth      | AUS  | Muhammad Abdul Rahim Chu Cheng Arif Ibrahim Putra       | MAS    | Rahul Banerjee Tarundeep Rai Jayanta Talukdar | IND   |
| compound      | Duncan Busby                                  | ENG  | Christopher White                                       | ENG    | Septimus Cilliers                             | RSA   |
| compound team | Duncan Busby Liam Greenwood Christopher White | ENG  | Ritul Chatterjee Jignas Chittibomma Chinna Raju Srither | IND    | Nico Benade Septimus Cilliers Kobus de Wet    | RSA   |

#### Vrouwen
| Onderdeel     | Goud                                            | Goud | Zilver                                             | Zilver | Brons                                               | Brons |
| ------------- | ----------------------------------------------- | ---- | -------------------------------------------------- | ------ | --------------------------------------------------- | ----- |
| recurve       | Deepika Kumari                                  | IND  | Alison Williamson                                  | ENG    | Dola Banerjee                                       | IND   |
| recurve team  | Dola Banerjee Deepika Kumari Bombayala Laishram | IND  | Naomi Folkard Amy Oliver Alison Williamson         | ENG    | Marie-Pier Beaudet Alana Macdougall Kateri Vrakking | CAN   |
| compound      | Nicky Hunt                                      | ENG  | Doris Jones                                        | CAN    | Cassie McCall                                       | AUS   |
| compound team | Danielle Brown Nicky Hunt Nichola Simpson       | ENG  | Camille Bouffard-Demers Doris Jones Ashley Wallace | CAN    | Bheigyabati Chanu Jhano Hansdah Gagandeep Kaur      | IND   |

### Medaillespiegel
| Plaats | Land        | Goud | Zilver | Brons | Totaal |
| 1      | Engeland    | 4    | 3      | 0     | 7      |
| 2      | India       | 3    | 1      | 4     | 8      |
| 3      | Australië   | 1    | 0      | 1     | 2      |
| 4      | Canada      | 0    | 3      | 1     | 4      |
| 5      | Maleisië    | 0    | 1      | 0     | 1      |
| 6      | Zuid-Afrika | 0    | 0      | 2     | 2      |
| Totaal | Totaal      | 8    | 8      | 8     | 24     |